# Федеральная корпорация по страхованию вкладов (США)

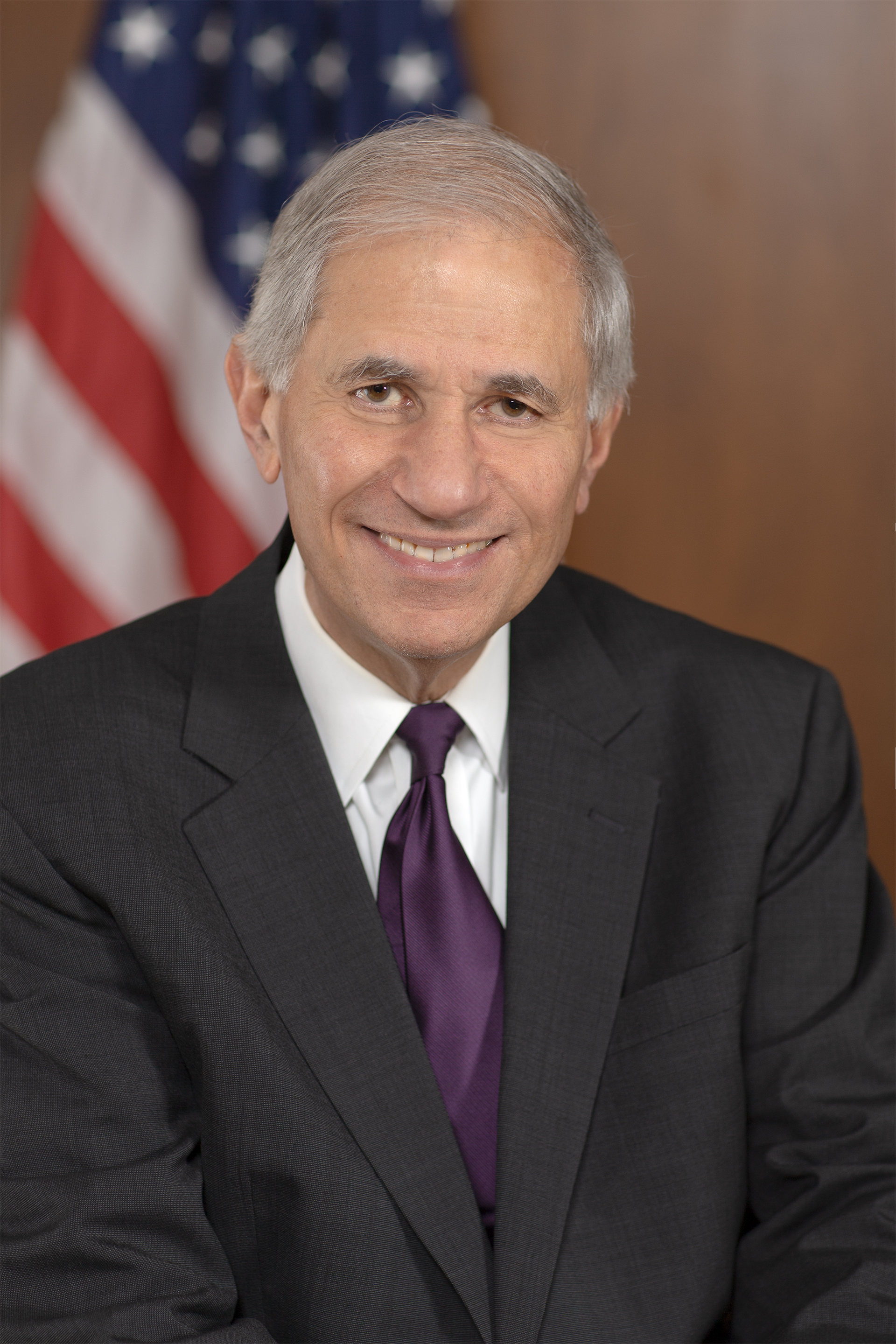
Глава FDIC — Грюнберг, Мартин.

Федеральная корпорация по страхованию депозитов (англ. Federal Deposit Insurance Corporation; FDIC) — федеральное агентство США, созданное Конгрессом в 1933 году (Акт Гласса — Стиголла) для страхования депозитных вкладов, размещённых на счетах в банках. FDIC охватывает все банки, входящие в Федеральную резервную систему, и другие кредитные учреждения.
Агентство было создано в качестве одного из институтов для выхода из Великой депрессии в США в рамках общей программы борьбы с экономическим кризисом — Нового курса Рузвельта.
Страхование финансируется за счет премий, которые взимаются с финансовых учреждений и каждого застрахованного счета. Размер страхования составляет не более 250 тысяч долларов США.
Также существует второй способ, при котором FDIC реорганизирует банк. Обычно это сводится к поглощению банка-банкрота другим банком с полным принятием всех обязательств поглощённого банка. Преимуществом этого способа заключается в том, что если в первом способе депозиты свыше 100 тысяч долларов теряют около 10 %, то в случае поглощения обязательства по депозитам выполняются в полном размере.

## Фонд страхования вкладов (DIF)
Фонд страхования вкладов (англ. Deposit Insurance Fund; DIF) — частная страховая компания, управляющая средствами федеральной FDIC (основные вложения — казначейки).